# 皮安卡肖敦 (伊利諾伊州)
皮安卡肖敦（英語：Piankashawtown）是位於美國伊利諾伊州愛德華茲縣的一個鬼鎮。由於此地已於19世紀被荒廢，本地已無人居住。

## 地理
皮安卡肖敦的座標為38°25′52″N 88°05′45″W / 38.43111°N 88.09583°W，而該地的平均海拔高度為127米（即417英尺）。